# Annie Londonderry

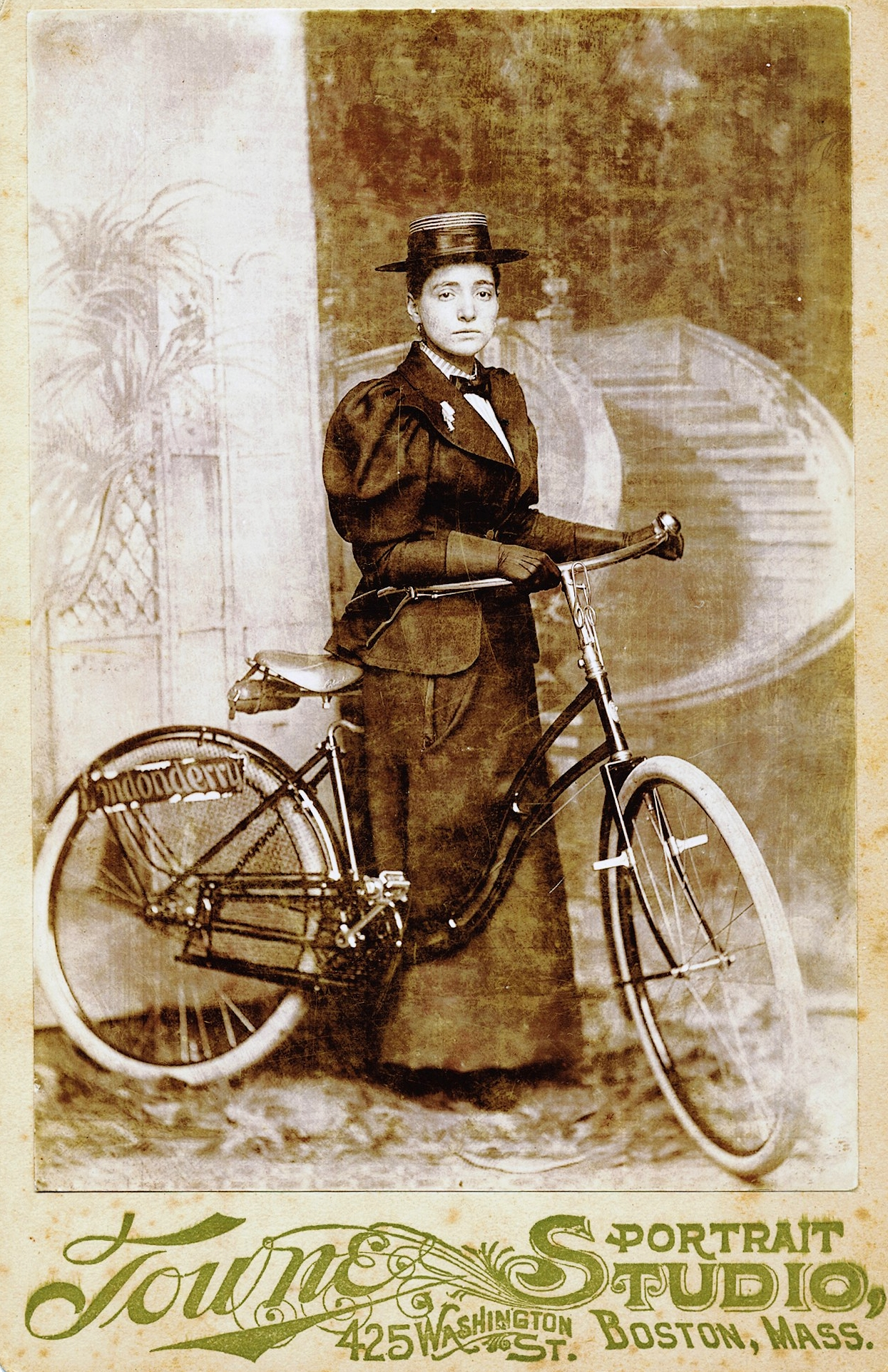
Annie Londonderry met het advertentiebord van Londonderry Lithia op het achterwiel van haar fiets

Annie Cohen Kopchovsky (Riga (gouvernement Riga van het keizerrijk Rusland), 1870 of 1871 - New York, 11 november 1947), beter bekend als Annie Londonderry, was de eerste vrouw die een reis om de wereld met een fiets maakte. 

## Biografie
Annie Cohen werd geboren in  het keizerrijk Rusland, als dochter van Levi en Beatrice Cohen. Ze kwam in 1875 met haar ouders als immigrant naar de Verenigde Staten, waar ze zich in Boston vestigden.
In 1888 trouwde Annie Cohen met Max Kopchovsky, een marskramer. Met hem kreeg ze vier kinderen, waaronder twee dochters en een zoon.

### De weddenschap
Het verhaal dat Annie Cohen zelf vertelde tijdens haar fietstocht, was dat twee zakenmannen uit Boston een weddenschap hadden afgesloten over het feit of vrouwen fysiek even capabel zijn als mannen. Kopchovsky beweerde dat ze $10.000 zou ontvangen wanneer ze de tocht in 15 maanden kon volbrengen én onderweg $5000 kon verdienen. Na de tocht beweerde ze het geld te hebben ontvangen, maar het is onduidelijk gebleven of de weddenschap ooit echt heeft bestaan.
Onderweg verdiende Annie Cohen onder andere geld door een advertentiebord voor de Londonderry Lithia Spring Water Company aan haar fiets te monteren, waarvoor ze $100 ontving. Daarnaast noemde ze zich vanwege deze sponsor onderweg Annie Londonderry. Daarnaast verkocht ze onderweg gesigneerde souvenirs en gaf voordrachten over fietsen, waarbij ze ook verhalen over haar tocht vertelde. Veel verhalen waren flink overdreven.

### De fietstocht

#### Verenigde Staten
Op 27 juni 1897 vertrok de dan 24-jarige Kopchovsky vanuit Boston. Ze droeg een lange rok en een korset. Als bagage had ze slechts een extra set kleren en een pistool bij zich. Ze vertrok richting New York, van waar ze verder fietste naar Chicago. Daar kwam ze op 24 september aan. In Chicago wisselde ze haar fiets in voor een lichter model, en wisselde ze haar rok in voor een wijdere broek. Aanvankelijk wilde ze naar de westkust fietsen, maar door de opkomende winter veranderde ze haar plan en fietste ze terug naar New York. Vanuit daar vertrok ze naar Le Havre.

#### Europa & Azië
In Frankrijk werd haar fiets in beslag genomen en haar geld gestolen, maar desondanks wist ze, per fiets en per trein, in twee weken van Parijs naar Marseille te komen. Daar stapte ze op stoomboot 'Sydney', die aanlegde in onder andere Alexandrië, Colombo, Singapore, Saigon, Hong Kong, Shanghai, Nagasaki en Kobe. Doordat ze onder andere per boot en trein reisde, kan er eerder worden gesproken van een tocht rond de wereld met een fiets, dan een tocht rond de wereld op een fiets.

#### Terugkomst in de Verenigde Staten
Op 23 maart 1895 arriveerde Annie Cohen in de haven van San Francisco. Vanuit San Francisco fietste ze naar Los Angeles, en vervolgens via Arizona en New Mexico naar El Paso. Op 12 augustus kwam ze aan in Denver. Vanuit Cheyenne stapte ze op een trein die haar door Nebraska vervoerde. Op 12 september kwam ze, na vanuit Nebraska verder te hebben gefietst, aan in Chicago. Op 24 september, 15 maanden na haar vertrek, kwam ze aan in Boston.

### Na de fietstocht
Het feit dat ze meer met een fiets dan op een fiets had gereisd leverde wat kritiek op, maar het enthousiasme over haar voltooide tocht was desondanks groot. De New York World omschreef haar tocht op 20 oktober 1895 als 'the most extraordinary journey ever undertaken by a woman'. Na deze publicatie ging ze schrijven voor de New York World, in een rubriek genaamd 'The New Woman'. Later verhuisde ze met haar gezin naar New York.

### Overlijden
Annie Cohen overleed op 11 november 1947 aan een beroerte.
- Gemeinsame Normdatei: 1187176192
- International Standard Name Identifier: 0000 0000 4685 0909
- Library of Congress Control Number: no2007124976
- Nationale Bibliotheek van Letland: 000295629
- Nationale Bibliotheek van Tsjechië: xx0180654
- Virtual International Authority File: 53938902
- WorldCat: E39PBJfmmbDXcDgTWYhfb98wG3